# Ciboure
Ciboure település Franciaországban, Pyrénées-Atlantiques megyében Lakosainak száma 5957 fő (2022. január 1.). Ciboure Ascain, Saint-Jean-de-Luz és Urrugne községekkel határos.

## Népessége
A település népességének változása:
| Lakosok száma | 6834 | 6463 | 6477 | 6251 | 6220 | 6211 | 6109 | 6033 | 5957 |
|               | 2013 | 2015 | 2016 | 2017 | 2018 | 2019 | 2020 | 2021 | 2022 |

## Híres szülöttei
- Philippe Bergeroo (1954) Európa-bajnok francia labdarúgó
- Maurice Ravel (1857) zeneszerző, zongorista